# Кусто, Марек
Ма́рек А́нджей Ку́сто (пол. Marek Andrzej Kusto; 29 апреля 1954, Бохня, Польша) — польский футболист и футбольный тренер.

## Карьера

### Клубная
Начав карьеру в «Вавеле», Марек Кусто позже выступал за известные польские клубы: краковскую «Вислу» и варшавскую «Легию». В составе краковского клуба становился бронзовым призёром чемпионата Польши, позже повторил этот успех уже в «Легии». Кроме того, в составе «Легии» Кусто дважды выигрывал Кубок Польши.
В 1982 году Мареку Кусто разрешили уехать на запад, и он перешёл в бельгийский «Беверен», в котором провёл 8 сезонов и вместе с этим клубом выигрывал и чемпионат, и Кубок Бельгии. Завершал карьеру в клубе «Дендермонде» из одноимённого города.

### В сборной
Свой первый матч за сборную Польши Марек Кусто сыграл 13 апреля 1974 года, в товарищеском матче в рамках подготовки к чемпионат мира-1974 в Порт-о-Пренсе поляки встречались со сборной Гаити и уступили со счётом 1:2. Через два дня в матче между этими же соперниками Кусто удалось отличиться, а сборная Польши одержала победу — 3:1.
Марек Кусто входил в заявки национальной команды на ЧМ-1974, где Польша заняла 3-е место, и ЧМ-1978, где сборная Польши остановилась на второй групповой стадии; ни на том, ни на другом турнире не играл. Трижды выходил на замену в матчах чемпионата мира-1982, на котором сборная Польши вновь выиграла бронзу.
После ЧМ-1982 Кусто не играл за сборную более двух лет, но 12 сентября 1984 года он в последний раз вышел на поле в футболке национальной команды в гостевой товарищеской встрече со сборной Финляндии. Всего за сборную Польши Марек Кусто сыграл 19 матчей, на его счету 3 забитых мяча.

### Тренерская
В сезоне 1993/94 Марек Кусто дважды возглавлял «Вислу» (Краков), позже, в 1996 году работал помощнком Владислава Стахурского в сборной Польши, тренировал «Хураган». Вернулся в «Вислу» в 1999 году, но снова не добился успеха, позже тренировал «Видзев», «Арку» (Гдыня) и «Бохню». В ходе сезона 2005/06 Кусто работал помощником главного тренера в «Заглембе» (Любин), позже занимал должность спортивного директора «Вислы». На данный момент последним местом работы Марека Кусто является непрофессиональный клуб «Лимановия» из Лимановы, который он возглавлял с 2009 по 2010 год.

## Достижения
- Бронзовый призёр чемпионата мира (2): 1974, 1982
- Бронзовый призёр чемпионата Польши (2): 1975/76, 1979/80
- Обладатель Кубка Польши (2): 1979/80, 1980/81
- Чемпион Бельгии: 1983/84
- Обладатель Кубка Бельгии: 1982/83
- Обладатель Суперкубка Бельгии: 1984